# Bel-Air (Los Ángeles)
Bel-Air es un barrio residencial lujoso en Los Ángeles, California, Estados Unidos, ubicado a unos 19 kilómetros al oeste del centro de la ciudad. La elegante comunidad fue fundada por Alphonzo E. Bell en 1923 y formaba parte del llamado "Golden Triangle" ("Triángulo dorado") junto con Beverly Hills y Holmby Hills.

## Residencias
En Bel-Air se encuentran las mansiones más lujosas del área, con propiedades que pueden llegar a costar 20 millones de dólares (destaca la de la actriz Meg Ryan, de 55 millones de dólares).
Numerosas personalidades viven en Bel-Air, como Shakira, Thalía, Taylor Swift, Mariah Carey, Kim Kardashian, Fergie, Heidi Klum, Nicolas Cage, Jim Carrey, Lana Del Rey, Helen Hunt, Danny DeVito Lady Gaga, Avril Lavigne, Will Smith, Jennifer Aniston o Elon Musk. El expresidente Ronald Reagan pasó los últimos días de su vida en la St. Cloud Road número 668 (antiguamente era 666, pero se cambió por aludir a un número satánico).

## Demografía
En el último censo, realizado en el año 2000, había 7.928 residentes permanentes de los cuales el 86,24% eran de raza blanca, 1,93% de raza negra, 0,06% indios, 6,84% de raza asiática, y 4,80% de otras razas. Cerca del 4,65% de la población es de origen hispano.

## Educación
El Distrito Escolar Unificado de Los Ángeles gestiona las escuelas públicas.
Escuelas públicas en Bel-Air:
- Escuela Primaria Roscomare Road[2]
- Escuela Primaria Community Magnet Charter. Debido a que la escuela utiliza un sistema de admisión basado en puntos, generalmente los residentes de Bel-Air no asisten a esta escuela.[3] Está ubicada en la ex-Escuela Primaria Bellagio Road.[4]

Bel-Air está ubicada en las zonas de asistencia de la primarias Roscomare Road en Bel-Air y Warner Avenue en Westwood. La Escuela Media Emerson sirve a Bel-Air. La Escuela Preparatoria University en West Los Angeles también sirve a Bel-Air.

## En la cultura popular

### Películas y serie
- Bel-Air es conocido por la serie de los años 1990 The Fresh Prince of Bel-Air, protagonizada por Will Smith y que se desarrollaba en dicho barrio.

### Videojuegos
- Bel-Air es una zona jugable del videojuego Dead Island 2 que se desarrolla en Los Ángeles durante un apocalipsis zombie.